# La Tourette
La Tourette – miejscowość i gmina we Francji, w regionie Owernia-Rodan-Alpy, w departamencie Loara.
Według danych na rok 1990 gminę zamieszkiwało 389 osób, a gęstość zaludnienia wynosiła 69 osób/km² (wśród 2880 gmin regionu Rodan-Alpy La Tourette plasuje się na 1244. miejscu pod względem liczby ludności, natomiast pod względem powierzchni na miejscu 1463.).